# Lentagena
Lentagena is een geslacht van vlinders van de familie houtboorders (Cossidae).

## Soorten
- L. circumpunctata Dognin, 1916
- L. eureca Schaus, 1921
- L. nudara Schaus, 1901
- L. perfida Schaus, 1921
- L. rufiflava Dognin, 1917
- L. tristani Schaus, 1911